# 瓦列尔格
瓦列尔格（法語：Valiergues，法語發音：[valjɛʁɡ]）是法国科雷兹省的一个市镇，属于于塞勒区。

## 地理
瓦列尔格（45°28'43"N, 2°17'33"E）面积13.13 平方千米，位于法国新阿基坦大区科雷兹省，该省份为法国中南部省份，北起上维埃纳省和克勒兹省，西接多爾多涅省，南至洛特省，东临多姆山省和康塔爾省。
与瓦列尔格接壤的市镇（或旧市镇、城区）包括：希拉克贝勒维、梅斯特、帕利斯、圣昂热勒。

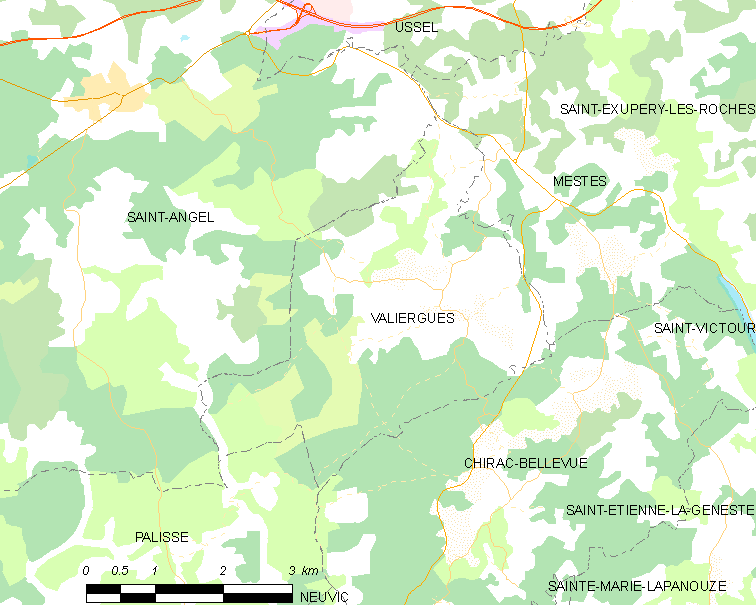
瓦列尔格的OSM定位图

瓦列尔格的时区为UTC+01:00、UTC+02:00（夏令时）。

## 行政
瓦列尔格的邮政编码为19200，INSEE市镇编码为19277。

## 政治
瓦列尔格所属的省级选区为上多尔多涅县。

## 人口

1962-2008年间瓦列尔格人口变化图示

瓦列尔格于2022年1月1日时的人口数量为151人。